# Torneo Pre-Olimpico FIBA 1976
Il torneo Torneo Pre-Olimpico FIBA 1976 si disputò ad Canada in Canada dal 22 giugno al 3 luglio 1976, e vide la qualificazione ai Giochi della XXI Olimpiade di tre squadre: Jugoslavia, Cecoslovacchia e Messico.

## Classifica finale
| Pos | Squadra        |
| --- | -------------- |
| 1.  | Jugoslavia     |
| 2.  | Cecoslovacchia |
| 3.  | Messico        |
| 4.  | Brasile        |
| 5.  | Spagna         |
| 6.  | Paesi Bassi    |
| 7.  | Israele        |
| 8.  | Finlandia      |
| 9.  | Islanda        |
| 10. | Polonia        |
| 11. | Bulgaria       |
| 12. | Svezia         |
| 13. | Gran Bretagna  |